# Зальга
За́льга или За́лгов (нем. Salga; в.-луж. Załhow) — деревня в Верхней Лужице, Германия. Входит в состав коммуны Гросдубрау района Баутцен в земле Саксония. Подчиняется административному округу Дрезден.

## География
Находится северо-восточнее от города Баутцен примерно в одном километре юго-западнее от Мальшвица.
Соседние населённые пункты: на востоке — деревня Брезына коммуны Мальшвиц и на юго-западе- деревня Малешецы и на северо-западе — деревня Клюкш.

## История
Впервые упоминается в 1419 году под наименованием Salegaw.
С 1936 по 1994 года входила в коммуну Кликс. С 1994 года входит в современную коммуну Гросдубрау.
В настоящее время деревня входит в состав культурно-территориальной автономии «Лужицкая поселенческая область», на территории которой действуют законодательные акты земель Саксонии и Бранденбурга, содействующие сохранению лужицких языков и культуры лужичан.
Исторические немецкие наименования
- Salegaw, 1419
- Saligo, 1444
- Salgo, 1455
- Salegaw, 1519
- Sallge, 1545

## Население
Официальным языком в населённом пункте, помимо немецкого, является также верхнелужицкий язык.
Согласно статистическому сочинению «Dodawki k statisticy a etnografiji łužickich Serbow» Арношта Муки в 1884 году в деревне проживало 87 человек (из них — 86 серболужичан (99 %)).
| 1834 | 1871 | 1890 | 1910 | 1925 |
| ---- | ---- | ---- | ---- | ---- |
| 101  | 94   | 70   | 90   | 74   |